# Wiktor Alexandrowitsch Pankraschkin
 Wiktor Alexandrowitsch Pankraschkin  (russisch Виктор Александрович Панкрашкин; englische Transkription: Viktor Aleksandrovich Pankrashkin; * 10. Dezember 1957 in Moskau; † 24. Juli 1993 ebenda) war sowjetischer Basketballspieler. Er spielte auf der Position des Center und wurde als Mitglied der sowjetischen Nationalmannschaft bei den Olympischen Spielen 1988 in Seoul Olympiasieger.

## Karriere als Spieler
Zum Basketball kam Pankraschkin erst im Alter von 17 Jahren. Wegen seiner Größe fiel er als Wehrpflichtiger einem Basketballtrainer der Armee auf. Nach kurzer Zeit kam er zu ZSKA Moskau. Er hatte zusätzlich zu seiner Größe eine enorme Armlänge, so dass er auf der Ferse stehend den Basketballring berührend konnte. Mit diesen körperlichen Vorzügen wurden Block-Shots zu seinem Markenzeichen. Er gewann mit ZSKA fünf sowjetische Meisterschaften in Folge. Für die EM 1983 wurde er in den Kader der Nationalmannschaft berufen und wurde dort dritter. Noch größerer Entwicklung seiner Karriere standen seine Trainingsfaulheit und Undiszipliniertheiten entgegen. Erst für die EM 1987 wurde er wieder in die Nationalmannschaft berufen und errang dort die Silbermedaille. Seinen größten Triumph feierte er 1988 mit dem Gewinn der Goldmedaille bei den Olympischen Spielen 1988 in Seoul als Mitglied der sowjetischen  Nationalmannschaft. Nach 1988 bekam ZSKA einen neuen Trainer, mit dem sich Pankraschkin zerstritt. Er verließ Moskau und ging zum neuen armenischen Klub nach Erewan. Sportlich war aber seine erfolgreichste Zeit zu Ende. Bereits 1986 wurde bei Pankraschkin Tuberkulose diagnostiziert. Er hat die Krankheit zunächst verheimlicht. Das weitere Fortschreiten der Krankheit ließ ab 1992 kein Basketballspielen mehr zu. Er starb an dieser Krankheit am 24. Juli 1993.

## Erfolge
- Olympiasieger 1988
- Zweiter der Europameisterschaft 1987
- Dritter der Europameisterschaft 1983
- Meister Sowjetunion (6×): 1980–1984, 1988